# Baula

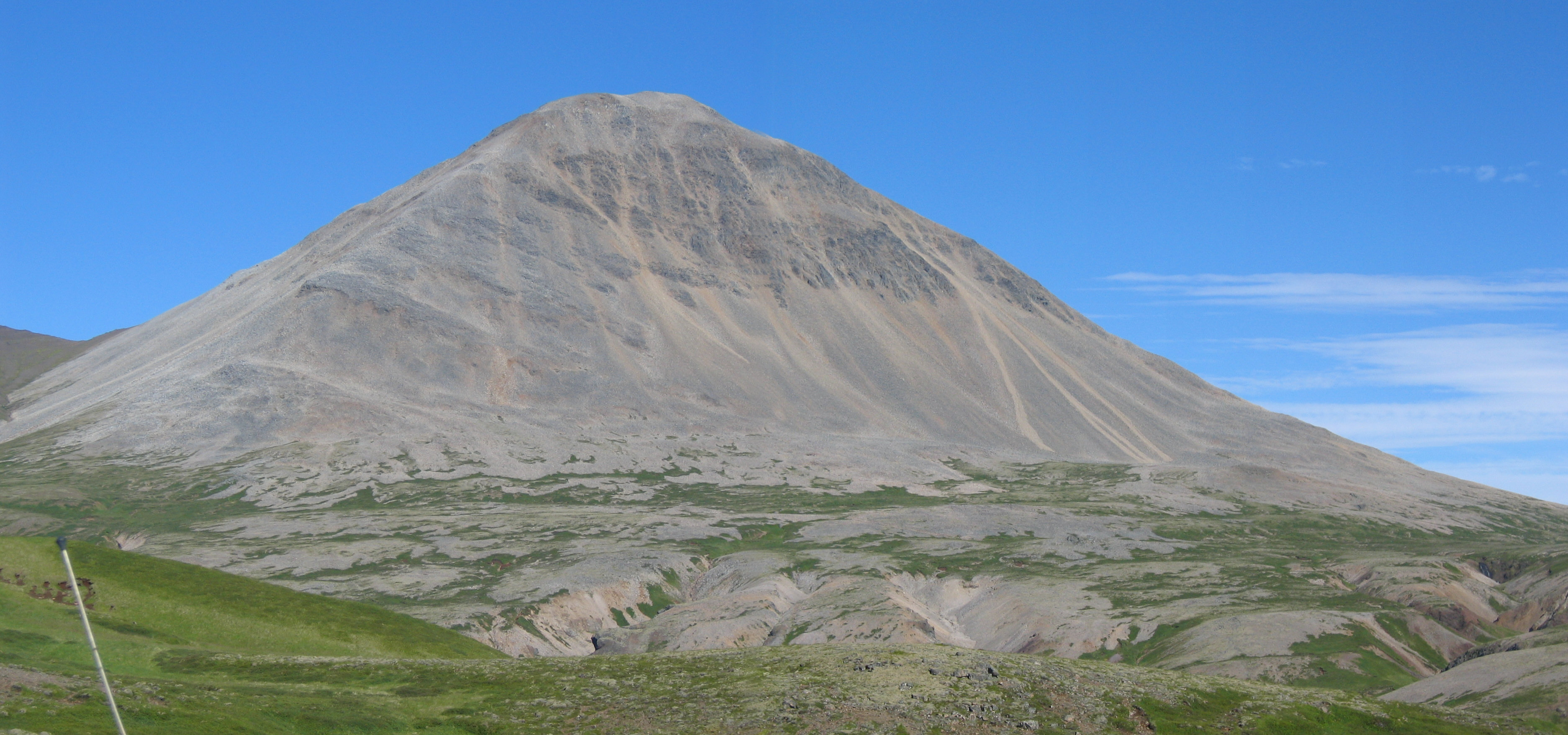
Baula z jihu

Baula je hora o nadmořské výšce 934 metrů ležící na západě Islandu poblíž silnice Route 1, univerzity Bifröst a kráteru Grábrók. Načervenalý nebo oranžový odstín hory je způsoben vyvřelou horninou ryolit.
Geologicky je hora lakolit, z hlubinné intruzívní horniny. Hora vznikla před 3,4 miliony let.
Baula má téměř dokonalý kulovitého tvaru. Nedaleko hory je menší hora, zvaná „malá sestra“, Litla-Baula (840 m), kde se nacházejí vzácné sloupce z ryolitu. Dohromady jsou Baula a Litla-Baula často označovány za nejkrásnější pár islandských hor.